# Kermia melanoxytum
Kermia melanoxytum là một loài ốc biển, là động vật thân mềm chân bụng sống ở biển trong họ Conidae.